# Lago Sulivan
El Lago Sulivan es un cuerpo de agua ubicado en el centro (aproximándose al sur) de la isla Gran Malvina, en las islas Malvinas, aunque tiene poco tamaño, es la mayor masa de agua dulce en las islas. Se localiza al sur del monte Sulivan y al noroeste del asentamiento de Bahía Fox.